# أجهزة التحكم في المفاصل القائمة على نموذج المخيخ

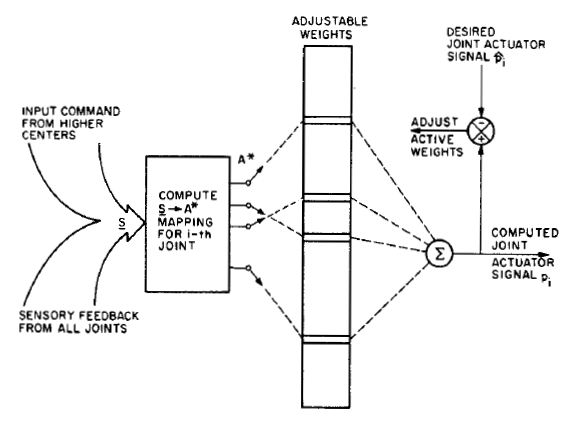
رسمٌ بيانيّ مُجمَّع لنظام (CMAC) لمَفْصِل واحد. القُوَّة المُوَجَّهة (S) تظهر كوحدة إدخال لكل المفاصِل، ويحسب كلُ مفصلٍ على حدة القوة (S)، A* وإشارة مُحَرِّك مفصليّ (pi). قد تستقر الأوزان المضبوطة لجميع المفاصِل في نفس الذاكرة الجسدية.

أجهزة التحكم في المفاصل القائمة على نموذج المُخيخ (CMAC) هو نوعٌ من الشبكة العصبِيَّة التي تعرف أيضًا باسم الحاسوب الحِسابي للنموذج المُخيخيّ (Cerebellar Model Arithmetic Computer)، كما يُعد أحد أنواع الذاكرة الترابُطيَّة،

## نظرة عامة
كان أول من اقترح نظام (CMAC) كنموذجٍ وظيفي لأجهزة التحكم في الروبوت هو جيمس ألبوس (James Albus) عام 1975 (ومن هنا جاءت التسمية)، لكنه استُخدِم بدرجةٍ كبيرة في تَعَلُّم التعزيز وأيضًا فيما يتعَلَّق بالتصنيف الآليّ في مجتمع التَعَلُّم الآليّ، يقوم (CMAC) بحِساب الدالَّة {\displaystyle f(x_{1}...x_{n})}, حيث تُمَثِّل قيمة {\displaystyle n} عدد أبعاد المُدخلات، ويُقَسَّمُ حَيِّز المُدخلات إلى مُستطيلاتٍ لديها أكثر من ثلاثة أبعاد تُسَمَّى (hyper-rectangles)، يكون كلٌ منها مقرونًا بخليَّة ذاكرة، وتحتوي خلايا الذاكرة على الأوزان التي يتم تعديلها أثناء التدريب، وعادةً ما يتم استخدام أكثر من عنصرٍ لتكميم حَيِّز المُدخلات، وذلك لكي ترتبط أية نقطةٍ في حَيِّز المُدخلات بعددٍ من المُستطيلات التي لديها أكثر من ثلاثة أبعاد، وبالتالي تقترن بعددٍ من خلايا الذاكرة. إنَّ مُخرجات نظام (CMAC) هو المجموع الجَبرِي للأوزان في كل خلايا الذاكرة التي تُنَشطها نقطة المُدخلات.
أي تغييرٍ يحدث في قيمة نقطة المُدخلات ينتج عنه تغيير في مجموعة المُستطيلات المُنَشَّطة التي لديها أكثر من ثلاثة أبعاد، وبالتالي حدوث تغيير في مجموعة خلايا الذاكرة التي تُشارِك في مُخرجات نظام (CMAC)، لذلك تُخَزَّن مُخرجات (CMAC) بطريقةٍ مُوَزَّعة, بحيث أنَّ المُخرجات التي تتشابه مع أية نقطةٍ في حَيِّز المُدخلات تُشتَّق من القيمة المُخَزَّنة في عدد من خلايا الذاكرة (لذلك سُمِيَّت بالذاكرة الترابُطِيَّة)، وهذا يشترط مبدأ التعميم.

## القوالِب البِنائيَّة

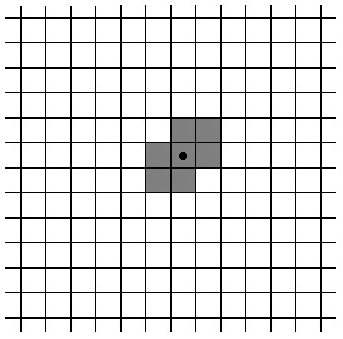
CMAC، في صورة حَيِّزٍ ذي بُعدين

في الصورة الموجودة جهة اليسار، هناك مُدخلان لنظام (CMAC) المرسوم كحَيِّزٍ ذي بُعدين، وقد استُخدِمت دالتين تقيميَّتين لتقسيم هذا الحَيِّز بواسطة شبكتين مُتداخلتين (يُعرَض أحدهما بخطوط أغمق). ويتضح أحد المُدخلات قُرب الوسط, وهذا يُسَبِّب تنشيط اثنين من خلايا الذاكرة لتتشابه مع المنطقة المُظَلَّلة، وإذا ظهرت نقطةٌ أخرى بالقرب من النقطة السابق ذكرها, فسوف تشترك معها في بعض المساحة من خلايا الذاكرة، مما يوفر التعميم.
يتمَّ توجيه (CMAC) من خلال طريقتين: تقديم أزواج من نِقاط المدخلات وقِيَم المُخرجات, وتعديل الأوزان في خلايا الذاكرة من خلال نسبة الخطأ الملحوظة عند المُخرجات، وتُقَدِّم هذه الخوارزمية التدريبية البسيطة دليلاً على التقارُب.
من الطبيعي إضافة دالَّة جوهريَّة للمُستطيل الذي لديه أكثر من ثلاثة أبعاد, لكي يكون للنِقاط التي تتجه نحو حافة هذا المُستطيل تنشيطٌ أقل من النِقاط التي تتجه بالقُرب من مركزه.
إحدى المشاكل الرئيسية المذكورة في الاستخدام العمليّ لنظام (CMAC) هي الحجم اللاَّزم للذاكرة، والذي يرتبط بشكلٍ مُباشر بعدد الخلايا المُستخدَمة، لكن يتمَّ التخفيف من حدة هذه المشكلة عادةً عن طريق استخدام دالة هاش (hash function)، وتوفير مخزون الذاكرة للخلايا الفعلِيَّة فقط والتي تُنَشَّطها المُدخلات.

## كتابات أخرى
- Albus, J.S. (1971). "Theory of Cerebellar Function". In: Mathematical Biosciences, Volume 10, Numbers 1/2, February 1971, pgs. 25-61
- Albus, J.S. (1975). "New Approach to Manipulator Control: The Cerebellar Model Articulation Controller (CMAC)". In: Transactions of the ASME Journal of Dynamic Systems, Measurement, and Control, September 1975, pgs. 220 - 227
- Albus, J.S. (1979). "Mechanisms of Planning and Problem Solving in the Brain". In: Mathematical Biosciences 45, pgs 247-293, 1979.

## وصلات خارجية
- The Cerebellar Model Articulation Controller (CMAC) by David Cornforth 2007, University of NSW, Australian Defence Force Academy, Australia.